# 米爾扎甘傑烏帕齊拉
米爾薩甘傑乌帕齐拉是孟加拉国博杜阿卡利縣的一个乌帕齐拉，位於巴里薩爾专区的博杜阿卡利縣。。

## 人口
據1991年孟加拉國人口普查，米爾薩甘傑共有戶數31,324戶，人口174,921人。其中男性佔比50.06%，女性佔比49.94%；成年人口56,646人。該地7歲以上人口之平均識字率為42.1%。